# Cristais Paulista (kommun)
Cristais Paulista är en kommun i Brasilien.   Den ligger i delstaten São Paulo, i den sydöstra delen av landet, 500 km söder om huvudstaden Brasília. Antalet invånare är 7 591.
Följande samhällen finns i Cristais Paulista:
- Cristais Paulista

Omgivningarna runt Cristais Paulista är huvudsakligen savann. Runt Cristais Paulista är det tätbefolkat, med 308 invånare per kvadratkilometer.